# Wenham (Massachusetts)
Wenham es un pueblo ubicado en el condado de Essex en el estado estadounidense de Massachusetts. En el Censo de 2010 tenía una población de 4.875 habitantes y una densidad poblacional de 231,18 personas por km².

## Geografía
Wenham se encuentra ubicado en las coordenadas 42°36′2″N 70°53′0″O / 42.60056, -70.88333. Según la Oficina del Censo de los Estados Unidos, Wenham tiene una superficie total de 21.09 km², de la cual 19.84 km² corresponden a tierra firme y (5.91%) 1.25 km² es agua.

## Demografía
Según el censo de 2010, había 4.875 personas residiendo en Wenham. La densidad de población era de 231,18 hab./km². De los 4.875 habitantes, Wenham estaba compuesto por el 95.82% blancos, el 0.62% eran afroamericanos, el 0.12% eran amerindios, el 1.68% eran asiáticos, el 0.08% eran isleños del Pacífico, el 0.8% eran de otras razas y el 0.88% pertenecían a dos o más razas. Del total de la población el 1.95% eran hispanos o latinos de cualquier raza.